# Łączki (powiat leski)
Łączki – wieś w Polsce położona w województwie podkarpackim, w powiecie leskim, w gminie Lesko}, nad rzeką San.
Jest siedzibą Nadleśnictwa Lesko.
W latach 1975–1998 miejscowość administracyjnie należała do województwa krośnieńskiego.
Urodził się tu Tadeusz Sulimirski herbu Lubicz – generał brygady Wojska Polskiego.